# Cavalaria (capoeira)
Toque da cavalaria é um toque de berimbau utilizado na capoeira. É o toque de alerta máximo ao capoeirista, criado com inspiração no som do trote da cavalaria.
Surgiu na época da Primeira República Brasileira, após a proibição da capoeira. As penas para um cidadão pego durante a prática da capoeira eram severas, chegando ao ponto de tortura e mutilação. Como precaução, durante uma roda de capoeira, um capoeirista servia como sentinela e usava o toque de "cavalaria" para avisar aos outros da chegada da polícia montada, ou seja, da cavalaria.
Essa comunicação musical dava aos capoeiristas tempo de escapar ou de disfarçar a prática sem que a polícia percebesse.